# Lycurus antarcticus
Lycurus antarcticus is een zachte koraalsoort uit de familie Primnoidae. De koraalsoort komt uit het geslacht Lycurus. Lycurus antarcticus werd in 1929 voor het eerst wetenschappelijk beschreven door Molander. 